# الأمثال السائرة
الأمثال السائرة أو كتاب الأمثال هو كتاب جمع أمثال من تأليف أبو عُبيد القاسم بن سلاّم بن عبد الله الهروي البغدادي (ت 224هـ) في أواخر القرن 8 أو أوائل القرن 9 م، وقد نُشرَت الطبعة الأولى الحديثة عام 1400 هـ الموافق 1980 م في 395 صفحة بتحقيق عبد المجيد قطامش، وطباعة دار المأمون للتراث والنشر.

## الفهرس
- المقدمة
- جماع أبواب الأمثال في وصف المنطق
  - باب المثل في حفظ اللسان وما يؤمر به منه للتقوى وسلامة الدين مع الموعظة
  - امسك عليك نفقتك.
  - باب حفظ اللسان لما يخاف على أهله من عقوبات الدنيا
  - باب الاقتصاد في المنطق وما يتقى فيه من الإكثار والهذر.
  - أول العي الاختلاط وأسوء القول الإفراط.
  - باب القصد في المدح وما يؤمر به من ذلك
  - باب الحض على صدق الحديث والنهي عن الكذب
  - باب الرجل يعرف بالكذب حتى يرد صدقه لذلك.
  - باب الانتفاع بالصدق والمخافة من عاقبة الكذب
  - فانج ولا إخالك ناجيا
  - باب تصديق الرجل صاحبه عند إخباره إياه
  - باب الرجل المعروف بالكذب تكون منه الصدقة الواحدة أحيانا
  - رب رمية من غير رام.
  - باب الرجل المعروف بالإصابة والصدق تكون منه الزلة والسقطة.
  - إن الجواد قد يعثر.
  - باب إصابة الرجل في منطقه مرة وأخطائه مرة.
  - باب سوء المسألة والإجابة في المنطق.
  - باب الرجل يطيل الصمت ثم ينطق بالفهاهة والزلل.
  - باب الرجل يعرف بالصدق ثم يحتاج إلى الكذب.
  - باب حفظ اللسان في كتمان السر وترك النطق به.
  - باب إعلان السر وإبداؤه بعد كتمانه
  - أبدي الصريح عن الرغوة.
  - باب إسرار الرجل إلى أخيه بما يستره من غيره
  - أفضيت إليه بشقوري.
  - باب الحديث يستذكر به حديث غيره
  - باب العذر يكون للرجل ولا يمكنه أن يبديه
  - باب الاعذار في غير موضع العذر.
  - باب التعريض بالشيء يبديه الرجل وهو يريد غيره
  - باب الامتنان بالأيادي يذكرها المنعم عن نفسه.
  - باب الامتنان بالصنيعة التي قد انتفع بها الممتن.
  - باب حمد الإنسان قبل إخباره.
  - باب دعاء الرجل لصاحبه بالخير في الغيبة وغيرها.
  - نعم عوفك
  - باب ذكر الغائب
  - أذكر الغائب تره.
  - باب إنجاز الموعد والوفاء به.
  - العدة عطية.
  - الوفاء من الله بمكان.
- جماع الأمثال التي في معايب المنطق
  - باب المثل في العار والقالة السيئة وما يحاذر منها وإن كانت باطلا.
  - باب تعيير الإنسان صاحبه بعيب هو فيه
  - رمتني بدائها وانسلت.
  - باب رمى الرجل صاحبه بالمعضلات أو بما يسكته
  - باب دعاء الإنسان على صاحبه بالموبقات.
  - بجنبه فلتكن الوجبة.
  - جدع الله مسامعه.
  - باب الملاحاة والتشاتم.
  - باب المماكرة والخلابة
  - باب اللهو والباطل وألفاظهما
  - باب الدعابة والمزاح
  - باب الخلف في المواعيد
  - باب إظهار البر باللسان والفعل لمن تراد به الغوائل
  - باب اليمن الغموس وغيرها
- جماع أمثال الرجال
  - واختلاف نعوتهم وأحوالهم
  - باب المثل في الرجل البارع المبرز في الفضل
  - جري المذكيات غلاب.
  - باب الرجل النابه الذكر الرفيع القدر
  - باب الرجل العزيز المنيع الذي يعز به الذليل ويذل به العزيز.
  - باب الرجل الصعب الخلق، والشديد اللجاجة
  - باب الرجل النجيد يلقى قرنه في البسالة والنجدة
  - باب الرجل تكون له نباهة الذكر ولا منظر عنده، أو يكون لا قديم له
  - باب الرجل ذي الدهاء والإرب
  - باب الرجل الفهم العالم بمغمضات الأمور.
  - باب الرجل الجزل الرأي الذي يستشفى بعقله ورأيه.
  - باب الرجل المصيب بالمظنون حتى كأنه يرى الظن عيانا
  - إني إذا حككت قرحة أديمها.
  - باب الرجل المجرب الذي قد جرسته الأمور وأحكمته.
  - التجارب ليست لها نهاية، والمرء منها في زيادة.
  - قد ألنا وإيل علينا.
  - باب الرجل الذي قد حنكته السن مع الحزامة والعقل.
  - إن العوان لا تعلم الخمرة.
  - إذا تولى عقدا أحكمه.
  - باب الرجل الغيران الدافع عن حرمته مع ذكر ما يخاف من الفتنة فيهن.
  - ما فجر غيور قط.
  - كل ذات صدار خالة.
  - باب الرجل يدخله الأنفة من صاحب من يرغب عن صحبته.
  - باب الرجل يأبى الضيم فيأخذه حقه قسرا إذا أعياه الرفق.
  - مجاهرة إذا لم أجد مختلا.
  - باب الرجل يطيل الصمت حتى يحسب مغفلا وهو ذو النكراء.
  - هو أحمق بلغ.
  - باب الرجل الجلد المصحح الجسم.
  - أطرى فأنك ناعلة.
  - باب الرجل المقدام على الأهوال والمخاوف والحث على ذلك.
  - باب الرجل يكون ذا عز ثم يحور عنه.
  - باب الرجل يكون ذا مهانة ثم ينتقل إلى العز.
  - باب الرجل المسن يؤدب بعد العسو أو يكون مذموما. يخلف بعد الرجل المحمود
  - باب الرجل الذليل المستضعف
  - ما بالعير من قماص.
  - باب الرجل الذليل يستعين بمثله في الذل.
  - باب الرجل الأحمق المائق
  - باب الرجل تعرض عليه الكرامة فيختار الهوان عليها.
  - قيل للشقي هلم إلى السعادة، فقال: حسبي ما أنا فيه.
  - باب الرجل تريد إصلاحه وقد أعياك أبوه قبله وصفة الصغار.
  - باب الرجل الواهن العزم الضعيف الرأي المخلط في الحديث
  - رجل إمرة.
  - باب الرجل يكون ضارا لا نفع عنده.
  - باب ذكر الجليس السوء وما يتقى من مجالسته وخلطته.
  - باب الرجل يكون ذا منظر ولا خبر عنده أو يكون ذا خبر ولا منظر له.
- أمثال الجماعات من الأقوام وأنبائهم وحالاتهم
  - باب ذكر أخلاق الناس في اجتماعهم وافتراقهم
  - باب الرجلين يكونان متساويين في خير وشر.
  - وقعا كعكمى بعير.
  - باب الرجلين يكونان ذوى فضل غير إن لأحدهما فضيلة على الآخر.
  - باب الرجل يعجب بالفضيلة تكون فيه ولا يعرف فضل غيره عليه.
  - باب مساواة الرجل صاحبه فيما يدعوه إليه.
  - باب المساواة في التكافؤ والأفعال.
  - إنما يجزى الفتى ليس الجمل.
- الأمثال في الأقربين من أسرة الرجل وعترته
  - باب المثل في التعاطف ذوي الأرحام وتحنن بعضهم على بعض
  - وابأبي وجوه اليتامى
  - باب احتمال لذي رحمه يراه مضطهدا وإن كان له كشاحا قاليا. قال
  - باب استعطاف الرجل صاحبه على أقربيه وإن كانوا له غير مستحقين.
  - باب عجب الرجل برهطه وعترته.
  - من يمدح العروس إلا أهلها.
  - باب تشبيه الرجل بأبيه.
  - باب إدراك ولد الرجل وبلوغهم في حياته.
  - باب تبني الرجل والمرأة غير ولدهما.
  - باب تحاسد ذوي القرابات وقطيعتهم أرحامهم.
  - باب العقوق من الولد للوالد، والوالد للولد.
  - باب التشابه في غير ذوي الرحم.
  - أشبه شرج شرجا لو أن أسيمرا.
- الأمثال في مكارم الأخلاق
  - باب المثل في الحلم والصبر على كظم الغيظ.
  - باب الإغضاء على المكروه واحتمال الأذى
  - باب رتق الفتوق وإطفاء النائرة
  - ما كفى حربا جانيها.
  - باب العفو عند المقدرة
  - باب مياسرة الإخوان وترك الخلاف عليهم.
  - باب مداراة الناس والتودد إليهم
  - باب مخالفة الناس بالأخلاق مع التمسك بالدين.
  - باب حسن عشرة الرجل أهله وحامته
  - باب اكتساب الحمد، واجتناب المذمة وكراهة الشماتة.
  - باب الصبر عند النوازل والمزاري
  - باب ترك الأسف على الفائت
- جماع أمثال المجد والجود
  - باب المثل في الحض على بذل والإفضال
  - باب اصطناع المعروف وإن كان يسيرا
  - باب جود الرجل بما فضل عن حاجته من ماله.
  - باب العادة من الجود والخير يعودها الرجل الناس
  - باب الرجل تكون شيمته الكرم غير أنه معدم.
  - باب الصبر على مكابدة الأمور ومقاساتها لما في عواقبها من المحامد.
- جماع أمثال الخلة والإخاء
  - باب مثل المتخالين المتصافيين اللذين لا يفترقان
  - باب الخليل الخاص بأخيه ومؤانسه.
  - باب عناية الأخ بأخيه وإيثاره إياه على نفسه.
  - باب صفة الأخ المستمسك بإخاء صديقه المشفق عليه.
  - باب سرعة اتفاق الأخوة في التحاب والمودة.
  - باب الإفراط في التودد وما يكره منه ويحب من الاقتصاد.
  - لا يكن حبك كلفا ولا بغضك تلفا.
  - باب اقتداء الرجل بخليله وقرينه
  - باب تخويف الرجل صديقه بالهجران في الشيء ينكره عليه.
  - ضرب في جهازه.
  - باب استعانة الرجل بإخوانه وأهل ثقته.
  - باب مشاركة الرجل أخاه في الرفاهية وخذلانه إياه في الشدائد.
  - باب معاتبة الإخوان وفقدهم.
  - باب إشفاق الرجل على أخيه ومحاذرته لمكروهه.
  - من جعل نفسه من حسن الظن بإخوانه نصيبا أراح قلبه.
  - باب نصيحة الرجل أخاه
- جماع أبواب الأمثال في الأموال والمعاش
  - باب المثل في الخصب والسعة وثروة المال وإصلاحه.
  - هم في شيء لا يطير غرابه.
  - جاور ملكا أو بحرا.
  - باب كثرة المال والخير يقدم به الغائب أو يكون له.
  - باب استصلاح المال وما يؤمر به من ترك إضاعته.
  - باب عذر الرجل في إمساك ماله وترك الجود به.
  - رب لائم مليم.
  - باب الجد يعطاه الإنسان في المال وغيره.
  - باب المال يتلف للرجل فيفيد به عقلا.
  - باب المال يضيعه من لم يكسبه أو يسعى فيه لغيره.
  - باب عناية الرجل بماله دون عناية غيره.
  - باب صيانة الحر نفسه عن خسيس مكاسب المال
  - باب المال يملكه من لا يستجوبه.
  - كل ذات ذيل تخال.
  - باب احتفاظ الرجل بالعلق الكريم يفيده من المال أو يكون عنده المال ولا
  - باب اكتساب المال والحث عليه.
- ذكر الأمثال في العلم والمعرفة
  - باب المثل في معرفة الأخبار وصحتها
  - باب الحذق بالأمر وحسن المعاناة لها
  - باب استخبار عن عام الشيء ومعرفته
  - قبل عير وما جرى.
  - باب الانتهاء إلى غاية العلم بالأمور وتضييع العلم
  - باب ادعاء الرجل علما لا يحسنه
  - باب انتحال الرجل العلم وليست عنده أداته
  - باب شواهد الأمور الظاهرة على علم باطنها
- ذكر الأمثال التي في أهل الألباب والحزم
  - وفي السلامة من الزلل والجهل
  - باب المثل في السلامة في ترك الإنسان ما لا يعنيه
  - باب الأخذ بالثقة والإحباط في الأمر
  - باب الحزم في تعجيل الفرار ممن لا يدا لك به ولا قوة عليه
  - باب النظر في العواقب وما فيه من الأخذ بالثقة
  - باب الإنابة بعد الاجترام وما في ذلك من الرشاد
  - باب حذر الإنسان على نفسه ومدافعته عنها
  - باب الحذر من الانفراد في الأمور وما يكره من الاستبداد بها
  - باب المحاذرة للرجل من الشيء قد ابتلى مثله مرة.
  - باب الحذر من اتباع الهوى وما يؤمر به من اجتنابه
  - باب التحذير من المعايب والشين في صحبة من تكره
  - باب التحذير من الأمر يخاف فيه العطب
  - باب الأمر بحسن التدبير والنهي عن الخرق فيه
  - الرفق يمن والخرق شؤم
  - باب الأخذ في الأمور بالمشورة والنظر
- ذكر الحوائج وما فيها من الأمثال
  - باب مثل الإعذار في طلب الحاجة وما يحمد عليه أهله من ذلك
  - باب الجد في طلب الحاجة وترك التفريط فيها
  - باب التأني في طلب الحاجة وترك الخرق فيها
  - باب مطلب الحاجة المتعذرة.
  - باب قناعة الرجل ببعض حاجته دون بعض
  - باب النقية في الحاجة واحتمال التعب فيها
  - باب إتمام قضاء الحاجة والحث على ذلك
  - باب تعجيل الحاجة وسرعة قضائها.
  - باب إدراك الحاجة بلا تعب ولا مشقة.
  - باب طالب الحاجة يسألها فيمنعها فيطلب غيرها.
  - باب المصانعة بالمال في طلب الحاجة.
  - عمك خرجك.
  - باب الحاجة تطلب فيحول دونها حائل.
  - باب اليأس من الحاجة والرجوع منها بالخيبة
  - باب طلب الحاجة من غير موضعها.
  - كمدت غير مكدم.
  - باب التفريط في الحاجة وهي ممكنة ثم تطلب بعد الفوت
  - باب تأخير الحاجة ثم قضاؤها في آخر وقتها.
  - باب إبطاء الحاجة وتعذرها حتى يرضى صاحبها بالسلامة
  - باب الحاجة تودي صاحبها إلى تلف النفس.
  - باب الحاجة يقدر عليها صاحبها متمكنا لا ينازعه فيها أحد.
  - باب الحاجة يحملها الرجل صاحبه المستغني عن الوصية لشدة عنايته بها
  - باب قضاء الحاجة قبل سؤالها.
  - باب إغاثة الملهوف بقضاء حاجته
  - باب الانصراف عن الحاجة وهي مقضية أو غير مقضية
  - باب اغتنام الفرصة عند إمكان الحاجة
  - باب تيسير الحاجة على قوم بضرر آخرين
- جامع أمثال الظلم وأنواعه
  - باب المثل في الظلم وما يخاف من غبه
  - باب الظلم في الخلتين من الإساءة تجمعان على رجل
  - باب الظلم فيمن حمل رجلا مكروها ثم زاده أيضا
  - باب الظلم في مطل الحقوق
  - الأكل سلجان والقضاء ليان.
  - باب الظلم في ادعاء الباطل والحكم قبل أن تعرف حجة الخصم
  - باب الظالم في سرعة الملامة وفي ذم المحسن.
  - باب الظلم في الرجل ينتزع من يديه ما ليس له فيجزع
  - باب الكريم يظلمه الدنيء الخسيس وما يؤمر به من دفعه عنه.
  - باب الانتصار من الظالم.
  - باب الظلم والإساءة ترجع عاقبتهما على صاحبهما.
  - باب حمل الرجل صاحبه على ما ليس من شانه بالإكراه والظلم
  - باب الظالم في الإساءة يركبها الرجل من صاحبه يستدل بها على أكثر منها.
  - باب الظالم في عقوبة المحسن البريء
  - باب الظلم في عقوبة الإنسان بذنب غيره
  - باب التبرؤ من الظالم والإساءة
- الأمثال في المعايب والذم
  - باب المثل في الذم لسوء معاشرة الناس.
  - باب سوء الجوار وما فيه من المذمة والكراهة
  - باب سوء الموافقة في الأخلاق
  - باب سوء المشاركة في اهتمام الرجل بشأن صاحبه.
  - باب سوء نظر الرجل لنفسه وإقباله على نفسه وهواه
  - باب عادة السوء يعتادها صاحبها
  - باب عادة السوء يدعها صاحبها ثم يرجع إليها.
  - باب قلة عناية الرجل واهتمامه بشأن صاحبه
  - باب استهانة الرجل بصاحبه.
  - باب تمدح الرجل بالشيء وهو من غير أهله.
  - باب الممتدح بما ليس عنده يؤمر بإخراج نفسه منه.
  - باب الشره والجشع ومسألة الناس.
  - باب الشره للطعام والحرص عليه.
  - باب الثقيل على الناس
  - باب الذم لمخالطة الناس وما يحب من اجتنابهم.
  - باب الإفراط في مؤانسة الناس
- ذكر أمثال الخطأ والزلل في الأمور
  - باب مثل الغلظ والخطأ في القياس والتشبيه.
  - ما يجعل قدك أدميك.
  - باب الخطأ في نقل الأشياء من الأماكن التي تعز فيها إلى الأماكن التي
  - باب الخطأ في وضع الإنسان بحيث ليس يستوجب.
  - باب الخطأ في مكافأة المحسن بالإساءة والمسيء بالإحسان.
  - باب الخطأ في كفران النعمة وسوء الجزاء للمنعم
  - باب الخطأ في تزيين الكبير بزينة الصغير
  - باب اختلاط الرأي وما فيه من الخطأ والضعف
  - العزيمة حزم والاختلاط ضعف.
  - باب الخطأ في سوء التدبير عند إضاعة الشيء لطلب غيره ثم لا يدركه
  - باب الخطأ في سوء الرعي
  - باب الخطأ في سوء المشورة والرأي
  - باب الخطأ في رفع الشيء وادخاره عند وقت استعماله والحاجة إليه.
  - باب التدبير يصاب فيه مرة ويخطأ مرة
  - باب الخطأ في الرجل يبدأ بالمساءة قبل الإحسان أو يعجل الشيء قبل أوانه
- ذكر الأمثال في البخل وصفاته وأشكاله
  - باب ذكر البخل وما يوصف من أخلاقه
  - باب صفة البخيل مع السعة والوجد
  - باب البخيل يمنع ماله ويأمر غيره بالبخل.
  - باب البخيل يعطى على الرهبة من غير جود ولا كرم
  - باب البخيل يعتل بالإعسار وقد كان في اليسار مانعا
  - باب ما يؤمر به من الإلحاح في سؤال البخيل وإن كرهه.
  - باب الاغتنام لأخذ الشيء من البخيل وإن كان نزرا
  - باب استخراج الشيء من البخيل أحيانا على بخله
  - باب الاضطرار إلى مسألة البخيل وانتظار ما عنده
  - باب البخيل يمنع الناس ماله وهو جواد به على نفسه
  - باب موت البخيل وماله وافر لم يعط منه شيئا
  - باب إعطاء البخيل مرة في الدهر الطويل وزهد الناس في البخيل
- ذكر الأمثال في صنوف الجبن وأنواعه
  - باب ذكر المثل في الجبان وما يذم من أخلاقه
  - باب فرار الجبان وخضوعه واستكانته
  - باب إفلات الجبان وغيره من الكرب بعد الإشفاء عليه
  - باب الجبان يتوعد صاحبه بالإقدام عليه ثم لا يفعل
  - باب تخويف الجبان وإجابته عند أعاده
  - باب كشف الكرب عند المخاوف عن الجبان
  - باب الرضا بالحاضر ونسيان الغائب
- ذكر الأمثال في مرازي الدهر وحدثانه
  - باب المثل في الأقدار والنوازل التي لا يمتنع منها
  - لا ينفع حذر من قدر.
  - من مأمنه يوتى الحذر.
  - باب الحين بجتليه القدر على الإنسان بسعيه فيه
  - باب الشماتة بالجاني على نفسه الحين
  - باب الحين والشؤم يجتلبه الإنسان أو غيره على من سواه
  - باب دول الدهر الجالبة للمحبوب والمكروه
  - باب حؤول الدهر وتنقله بأهله
  - باب هلاك القوم بالحوادث في الأبدان
  - باب بلوغ الشدة ومنتهى غايتها في الجهد
  - باب الغيبة التي لا يرجى لها إياب
  - باب الإسراف في القتل وفي كثرة الدماء
  - تبلغ الدماء الثنن
- ذكر الأمثال في الجنايات
  - باب الدواهي العظام يجنيها الرجل
  - قد بلغت منا المبلغين
  - باب جناية الجاني التي لا دواء لها ولا حيلة
  - باب العداوة بين القوم وصفات العداء
  - باب إظهار العداوة وكشفها
  - باب فساد ذات البين وتأريث الشر في القوم
  - باب مقلية القوم بعضهم بعضا والاستشهاد عليه بالنظر
  - باب توعد الرجل عدوه الكاشح له.
  - لأرينك لمحا باصرا.
  - باب معاشرة أهل اللوم وما ينبغي إن يعاملوا به.
- ذكر الأمثال في منتهى التشبيه وغايته
  - إنه لأعز من الأبلق العقوق.
  - أنه لأمضى من النصل.
  - أحمق من الممهورة إحدى خمدتيها.
  - أصبر من عود بدفيه الحلب قد أثر البطان فيه والحقب
  - أشأم من البسوس
  - وأنه لأشأم من زرقاء.
  - باب الأمثال في اللقاء وأوقاته وأزمته.
  - لقيته أول صوك وبوك.
  - باب الأمثال في ترك اللقاء ودهوره وأزمنته.
  - لا أفعله ما غرد راكب.
  - باب الأمثال فيما يتكلم فيه بالنفي من الناس خاصة
  - باب الأمثال في النفي لمعرفة الرجل
  - باب الأمثال في نفي المال عن الرجل
  - باب الأمثال في نفي اللباس
  - ما عليه هلبسيسة
  - باب الأمثال في نفي النوم والأوجاع
  - باب الأمثال في الاستجهال ونفي العلم.
  - ما يدري ما أي من أي.
  - باب الأمثال في الطعام
  - تطعم تطعم.